# Podabrus aomoriensis
Podabrus aomoriensis es una especie de coleóptero de la familia Cantharidae.

## Distribución geográfica
Habita en Japón.